# Бялоскури (Мазовецьке воєводство)
Бялоскури (пол. Białoskóry) — село в Польщі, у гміні Серпць Серпецького повіту Мазовецького воєводства.
Населення — 162 особи (2011).

## Демографія
Демографічна структура станом на 31 березня 2011 року:
|          | Загалом | Допрацездатний вік | Працездатний вік | Постпрацездатний вік |
| -------- | ------- | ------------------ | ---------------- | -------------------- |
| Чоловіки | 81      | 19                 | 55               | 7                    |
| Жінки    | 81      | 21                 | 37               | 23                   |
| Разом    | 162     | 40                 | 92               | 30                   |